# Luis Carrera
Luis de la Carrera y Verdugo (Santiago de Chile, 20 de junio de 1791-Mendoza, 8 de abril de 1818) fue un militar y patriota chileno. El menor de los hermanos Carrera. Participó activamente en la primera fase de la guerra de independencia de Chile, etapa conocida como Patria Vieja. Secundando a sus hermanos José Miguel y Juan José, y junto a otros oficiales republicanos, formó uno de los principales bandos dentro de los partidarios de la independencia: el grupo carrerino.

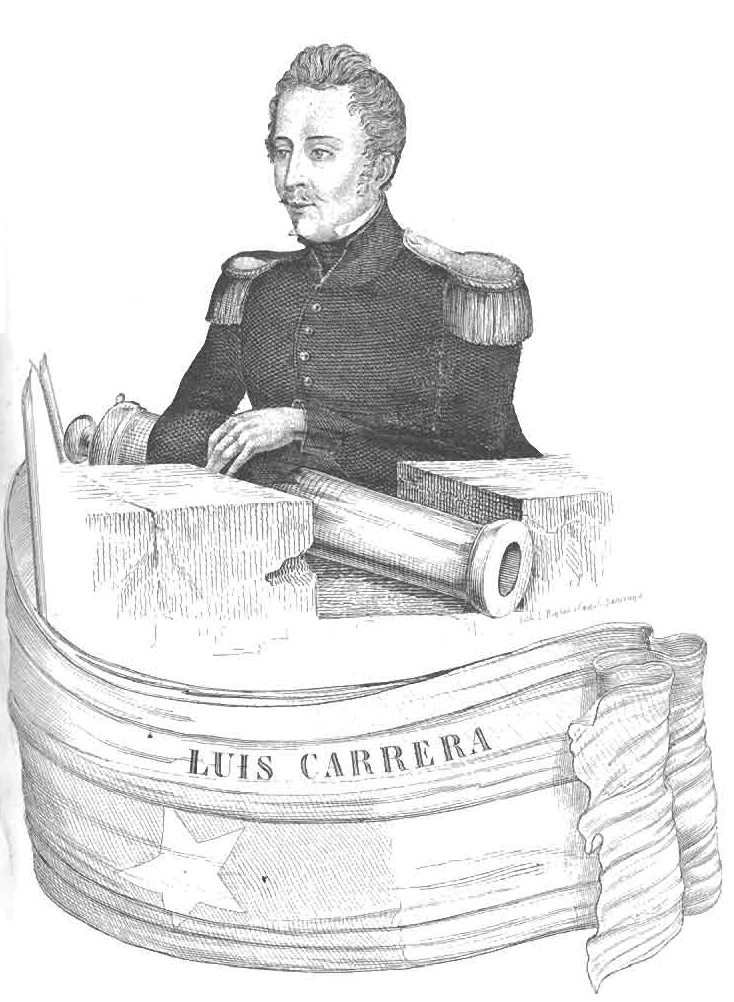
Litografía de Luis Carrera aparecida en el libro El ostracismo de los Carrera.

## Primeros años

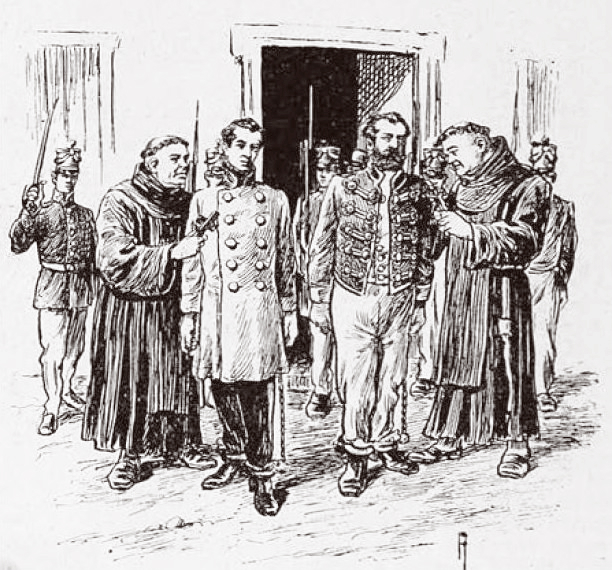
Los hermanos Luis y Juan José Carrera camino de ser fusilados en Mendoza.

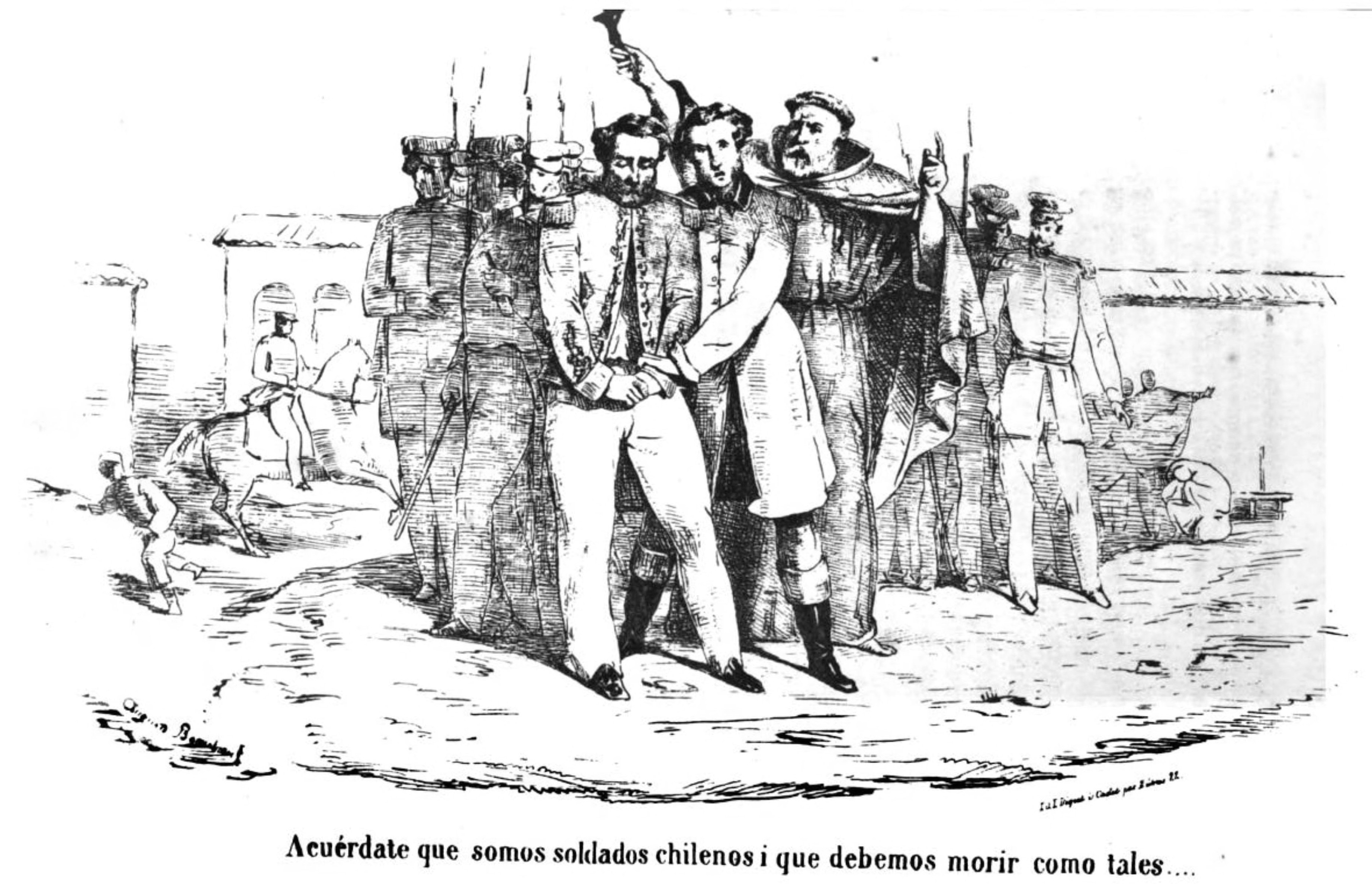
Últimos momentos de los hermanos Carrera antes de su fusilamiento.

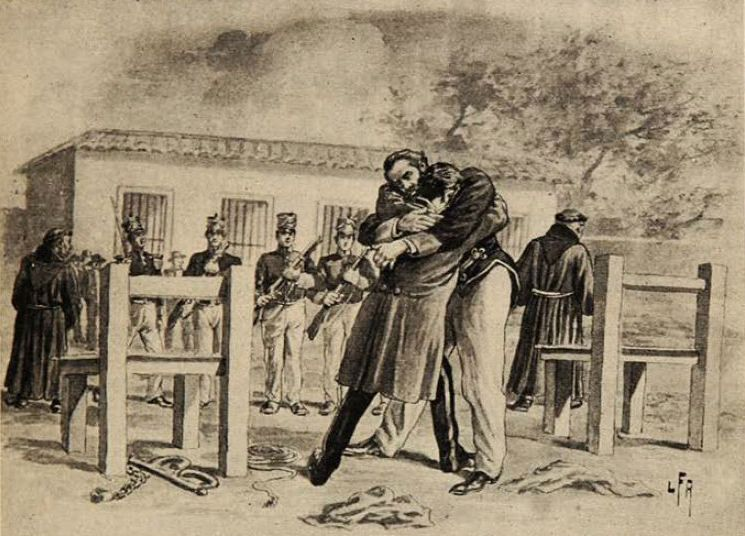
Los hermanos Luis y José Luis Carrera y su último abrazo antes de ser fusilados.

Luis Florentino Juan Manuel Silvestre de los Dolores de la Carrera y Verdugo nació en 1791, siendo el menor de los hijos de Ignacio de la Carrera y Cuevas y Francisca de Paula Verdugo Fernández de Valdivieso y Herrera. Realizó sus primeros estudios en el Convictorio Carolino de Santiago. Continuando la tradición familiar, ingresó al ejército.

## Ejército patriota
Durante los gobiernos de José Miguel alcanzó el grado coronel de artillería, y con ese rango combatió, a partir de 1813, en diversas acciones bélicas contra los realistas como la batalla de Yerbas Buenas y el sitio de Chillán. Se le ha supuesto, de entre sus hermanos, como el poseedor de mayores condiciones militares.
Fue hecho prisionero por los realistas junto a José Miguel y conducido a Chillán. Después ambos fueron excluidos expresamente por los jefes patriotas del canje de prisioneros de guerra acordado en el Tratado de Lircay. Pese a esto, los realistas facilitaron la fuga de ambos hermanos con la esperanza de crear divisiones entre los independentistas. Es durante la lucha interna del bando patriota, que en 1814 Luis venció a Bernardo O'Higgins en el Combate de Las Tres Acequias.
En el Desastre de Rancagua dirigió la Tercera División del ejército patriota. Su desempeño en dicho comando forma parte de una amarga e irresuelta polémica, pues O'Higgins lo responsabilizó de la derrota por no empeñar combate con más energía, mientras que los carrerinos defendieron a Luis culpando a O'Higgins por haberse dejado cercar en una posición indefendible.
Tras la derrota total patriota en que devino aquella batalla, Luis Carrera cruzó hacia Argentina, como la gran mayoría de los partidarios de la causa independentista. En la ciudad de Mendoza, se encontró con un recibimiento adverso hacia los miembros de su familia por parte del gobernador local, José de San Martín. Fue encarcelado junto a sus hermanos y remitido a la aislada población de San Luis. 
Responsabilizó de esta situación al brigadier Juan Mackenna, quien se encontraba en Mendoza desde un tiempo antes, exiliado por José Miguel. Luis vio en Mackenna a la influencia oculta que tornaba a San Martín en contra de su bando, pero además arrastraba contra él una vieja enemistad y un antiguo intento frustrado de batirse a duelo.
Una vez en Buenos Aires envió a Mackenna la siguiente nota: "Usted ha insultado el honor de mi familia y el mío con suposiciones falsas y embusteras; y si usted lo tiene, me ha de dar satisfacción desdiciéndose en una concurrencia pública de cuanto usted ha hablado, o con las armas de la clase que usted quiera y en el lugar que le parezca. No sea, señor Mackenna, que un accidente tan raro como el de Talca haga que se descubra esta esquela. Con el portador espero contestación de usted".
MacKenna aceptó el reto por medio de la siguiente nota: "La verdad siempre sostendré y siempre he sostenido. Demasiado honor he hecho a usted y a su familia; y, si usted quiere portarse como hombre, puede tener este asunto con más sigilo que en Talca y el de Mendoza. Fijo a usted el lugar y hora para mañana a la noche; y en esta de ahora podría decirse, si me viera usted con tiempo para tener pronto pólvora, balas y un amigo que aviso a usted llevo conmigo".
El duelo se realizó en el Riachuelo el 21 de noviembre de 1814, resultando muerto Mackenna.

## Clandestinidad y fusilamiento
Una vez derrotadas las fuerzas realistas en la Batalla de Chacabuco, con sus hermanos Javiera y Juan José planea el modo de regresar a Chile clandestinamente, con el objetivo de liberar prisioneros monarquistas y dar un golpe de Estado en Mendoza, para así armar un ejército con el cual recobrar el gobierno de Chile.
Esos planes estaban avanzados en junio de 1817, los conspirados incluso se habían repartido los puestos del futuro gobierno: Manuel Rodríguez sería "dictador en lo político". El general Brayer (quien había llegado con José Miguel y ahora daba servicio en el Ejército de Los Andes) estaría a cargo del ejército. José Miguel sería enviado de nuevo a Estados Unidos a organizar una nueva flota. Luis Carrera, a la cabeza de una de las columnas armadas de sus partidarios que se organizarían en Santiago, capturaría a O'Higgins, mientras Juan José, al mando de la otra, se reservaba la captura y juicio militar de San Martín. A principio de ese mes los conjurados empezaron a viajar, por separado y en grupos pequeños a Santiago. A fines del mismo, los siguió Luis Carrera, disfrazado de mozo de un oficial de apellido Cárdenas. Y, finalmente, el 8 de agosto, Juan José, como amigo y compañero de viaje de un impresor.
El historiador Benjamín Vicuña Mackenna llamó al plan, entre otras cosas, una “funesta y loca trama”, producto de ”el sueño de una mujer” (es decir, Javiera) agregando que cuando José Miguel se enteró, habría dicho: “Mis hermanos se pierden. No son hombres para estas empresas. No tienen ni discreción, ni recursos, ni es ésta tampoco la época”.
Apropiado o no, el plan comenzó a desbaratarse rápidamente, aún antes que todos los implicados pudieran cruzar la Cordillera. Por algún motivo, Luis Carrera asaltó un postillón para robarle las cartas y fue apresado en Mendoza. Su compañero de viaje confesó de inmediato, lo que llevó al arresto de Juan José en la posta de Barranquita, Provincia de Cuyo, el 20 de agosto de 1817. Ambos hermanos fueron trasladados a la cárcel en Mendoza.
El 8 de abril de 1818, tres horas después de que se supiera en Mendoza la noticia de la victoria patriota en la Batalla de Maipú, es fusilado junto a su hermano Juan José en la Plaza de Armas de la ciudad. La orden de acelerar el proceso y realizar la ejecución había sido traída desde Chile por un miembro de la Logia Lautaro, Bernardo Monteagudo, quien había huido de Chile a Mendoza luego de recibir las falsas noticias sobre la muerte de Bernardo O'Higgins y el repliegue de José de San Martín tras la Sorpresa de Cancha Rayada.